# Coupe des vainqueurs de coupe masculine de volley-ball 1987-1988
Navigation
Édition précédente Édition suivante
La coupe d'Europe des vainqueurs de coupe de volley-ball masculin 1987-1988 est la 16e édition de la Coupe des vainqueurs de coupe.

## Compétition

### Phase finale

#### Finale à quatre
|  | Demi-finales                  | Demi-finales                  |                        |   | Finale                       | Finale                       |
|  | Demi-finales                  | Demi-finales                  |                        |   | Finale                       | Finale                       |
|  |                               |                               |                        |   |                              |                              |
|  | 20.02.88, 15-12, 15-10, 15-10 | 20.02.88, 15-12, 15-10, 15-10 |                        |   | 21.02.88, 15-7, 15-11, 15-10 | 21.02.88, 15-7, 15-11, 15-10 |
|  | 20.02.88, 15-12, 15-10, 15-10 | 20.02.88, 15-12, 15-10, 15-10 |                        |   | 21.02.88, 15-7, 15-11, 15-10 | 21.02.88, 15-7, 15-11, 15-10 |
|  | Maxicono Parme                | 3                             |                        |   | 21.02.88, 15-7, 15-11, 15-10 | 21.02.88, 15-7, 15-11, 15-10 |
|  | Maxicono Parme                | 3                             |                        |   | 21.02.88, 15-7, 15-11, 15-10 | 21.02.88, 15-7, 15-11, 15-10 |
|  | Levski-Spartak Sofia          | 0                             |                        |   | 21.02.88, 15-7, 15-11, 15-10 | 21.02.88, 15-7, 15-11, 15-10 |
|  | Levski-Spartak Sofia          | 0                             | Maxicono Parme         | 3 |                              |                              |
|  | 20.02.88, 15-6, 15-3, 15-7    |                               | Maxicono Parme         | 3 |                              |                              |
|  |                               | CAMST Bologne                 | 0                      |   |                              |                              |
|  | CAMST Bologne                 | CAMST Bologne                 | 0                      | 3 |                              |                              |
|  | CAMST Bologne                 |                               |                        | 3 |                              |                              |
|  | Ruda Hvezda Praga             | 0                             |                        |   |                              |                              |
|  | Ruda Hvezda Praga             | 0                             | Match pour la 3e place |   |                              |                              |
|  |                               |                               |                        |   |                              |                              |
|  | 21.02.88, 15-11, 15-4, 15-8   |                               |                        |   |                              |                              |
|  |                               |                               |                        |   |                              |                              |
|  | Levski-Spartak Sofia          | 3                             |                        |   |                              |                              |
|  | Levski-Spartak Sofia          | 3                             |                        |   |                              |                              |
|  | Ruda Hvezda Praga             | 0                             |                        |   |                              |                              |
|  | Ruda Hvezda Praga             | 0                             |                        |   |                              |                              |